# Echeveria
Pour les articles homonymes, voir Echeverria.
Genre
Classification phylogénétique
Echeveria est un genre botanique appartenant à la famille des Crassulaceae et comprenant de très nombreuses espèces succulentes originaires du Mexique et de l'ouest de l'Amérique du Sud.
Le genre doit son nom au botaniste mexicain du XVIIIe siècle, Atanasio Echeverría y Godoy. La plupart de ces espèces ont un port en rosette et sont communément appelées en anglais Hen and chicks (la « poule et ses poussins »), qui peut également se référer à d'autres genres tels que la joubarbe (Sempervivum) qui sont sensiblement différents d'Echeveria.

## Propagation
Les Echeveria se multiplient très facilement par bouture en laissant sécher quelques jours la bouture (jusqu'à ce qu'un cal se forme) avant de la placer dans un substrat sableux.
Elles peuvent se propager facilement par séparation des pièces mais également par bouturage des feuilles, ou par semis (sauf pour les hybrides). Les Echeverias sont polycarpiques, c'est-à-dire qu'ils forment des fleurs et des graines à plusieurs reprises au cours de leur vie.

## Culture
De nombreuses espèces d'Echeveria sont très populaires comme plantes de jardin. Elles sont résistantes à la sécheresse, mais se portent encore mieux avec un arrosage et une fertilisation réguliers.
Comme toutes les plantes grasses, elles ont besoin d'un substrat très drainant (par exemple 50 % de petit gravier ou de sable grossier et 50 % de simple terre de jardin).

### Rusticité
Leur rusticité varie selon les espèces. Les agavoides peuvent survivre jusqu'à -5 °C (voire -10 °C si couvert et au sec). En revanche, une Echeveria lauii ne supportera aucun gel. Les espèces hybrides ont tendance à être moins tolérantes que les botaniques.

### Exposition
Elles préfèrent le plein soleil mais la plupart tolère une légère ombre. Lorsqu'elles manquent de lumière (en intérieur par exemple), elles ont tendance à pousser en hauteur pour améliorer leur exposition mais cela les rend disgracieuses. Il faut donc les sortir (progressivement) au soleil dès que les températures le permettent.
La plupart perdent leurs feuilles inférieures en hiver, et de ce fait, après quelques années, les plantes perdent leur apparence compacte attrayante et doivent être reformées par la taille. En outre, si on ne les élimine pas, les vieilles feuilles peuvent devenir hôte de champignons qui peuvent ensuite infecter la plante.

## Espèces
- Echeveria acutifolia
- Echeveria affinis
- Echeveria agavoides (Molded Wax Agave) syn. E. obscura, E. yuccoides
  - Echeveria agavoides var. Christmas
  - Echeveria agavoides var. Corderoyi
  - Echeveria agavoides var. Miranda
  - Echeveria agavoides var. Multifida
  - Echeveria agavoides var. Prolifera
  - Echeveria agavoides var. Red edge
  - Echeveria agavoides var. Romeo
  - Echeveria agavoides var. Sanguinea
  - Echeveria agavoides var. Sirius
- Echeveria alata
- Echeveria amoena
- Echeveria amphoralis
- Echeveria andina
- Echeveria angustifolia
- Echeveria atropurpurea
- Echeveria australis
- Echeveria cante
- Echeveria coccinea syn. E. longifolia
- Echeveria colorata
- Echeveria derenbergii (Baby Echeveria, Painted lady)
- Echeveria deresina
- Echeveria elatior
- Echeveria elegans (Hen and Chicks) syn. E. perelegans
- Echeveria hookerii
- Echeveria kirchneriana
- Echeveria lauii
- Echeveria leucotricha (Chenille Plant)
- Echeveria nodulosa syn. E. discolor, E. misteca
- Echeveria pallida
- Echeveria peacockii (Peacock Echeveria) syn. E. desmetiana, E. subsessilis
- Echeveria potosina
- Echeveria prolifica
- Echeveria pulidonis
- Echeveria pulvinata
- Echeveria pumila syn. E. glauca var. pumila, E. secunda var. pumila
- Echeveria purpusorum syn. E. purpusiorum
- Echeveria runyonii
- Echeveria sanchez-mejoradae syn. E. halbingeri var. sanchez-mejoradae
- Echeveria scheerii
- Echeveria secunda
- Echeveria sedoides
- Echeveria setosa
- Echeveria shaviana
- Echeveria subrigida
- Echeveria tundelii

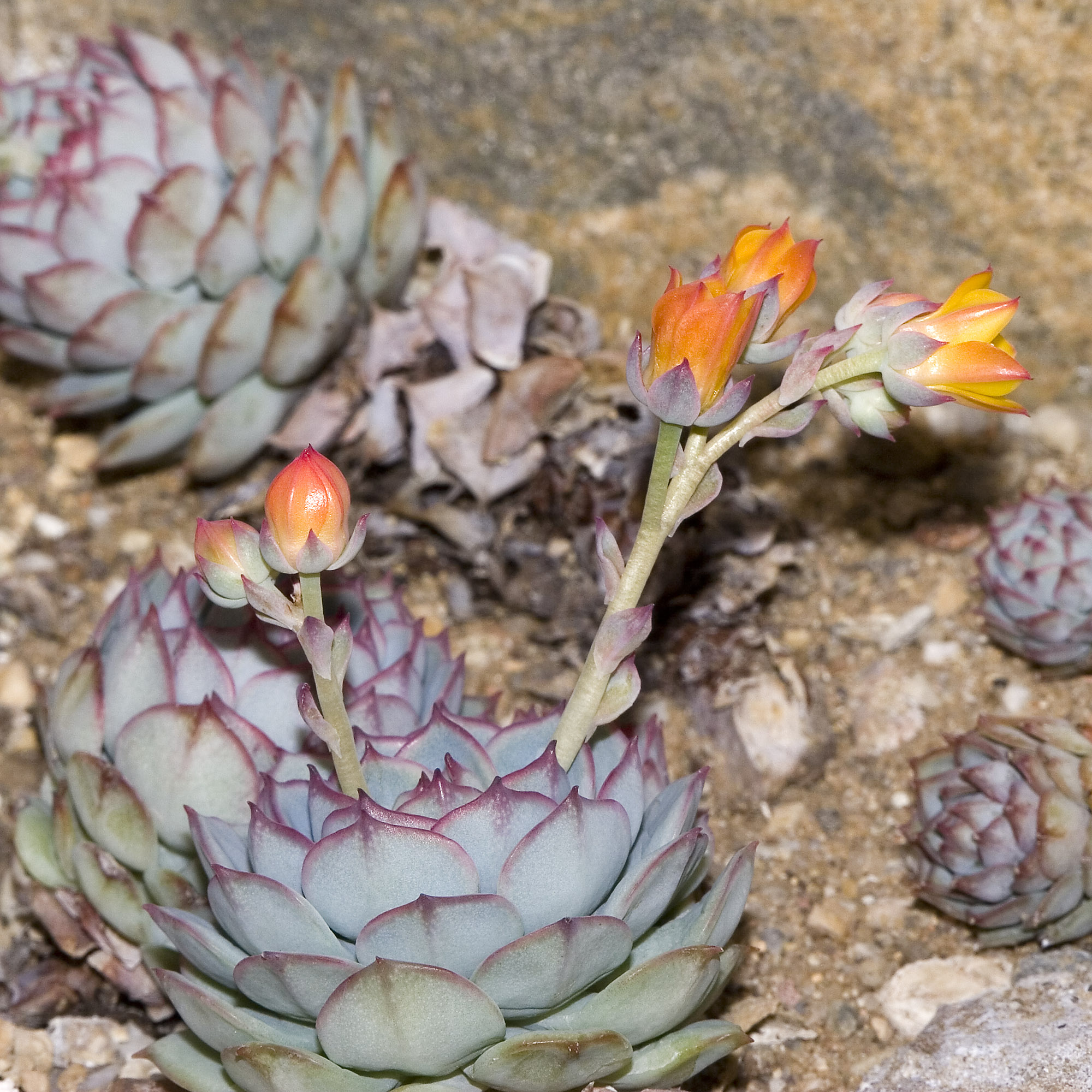
Echeveria derenbergii.
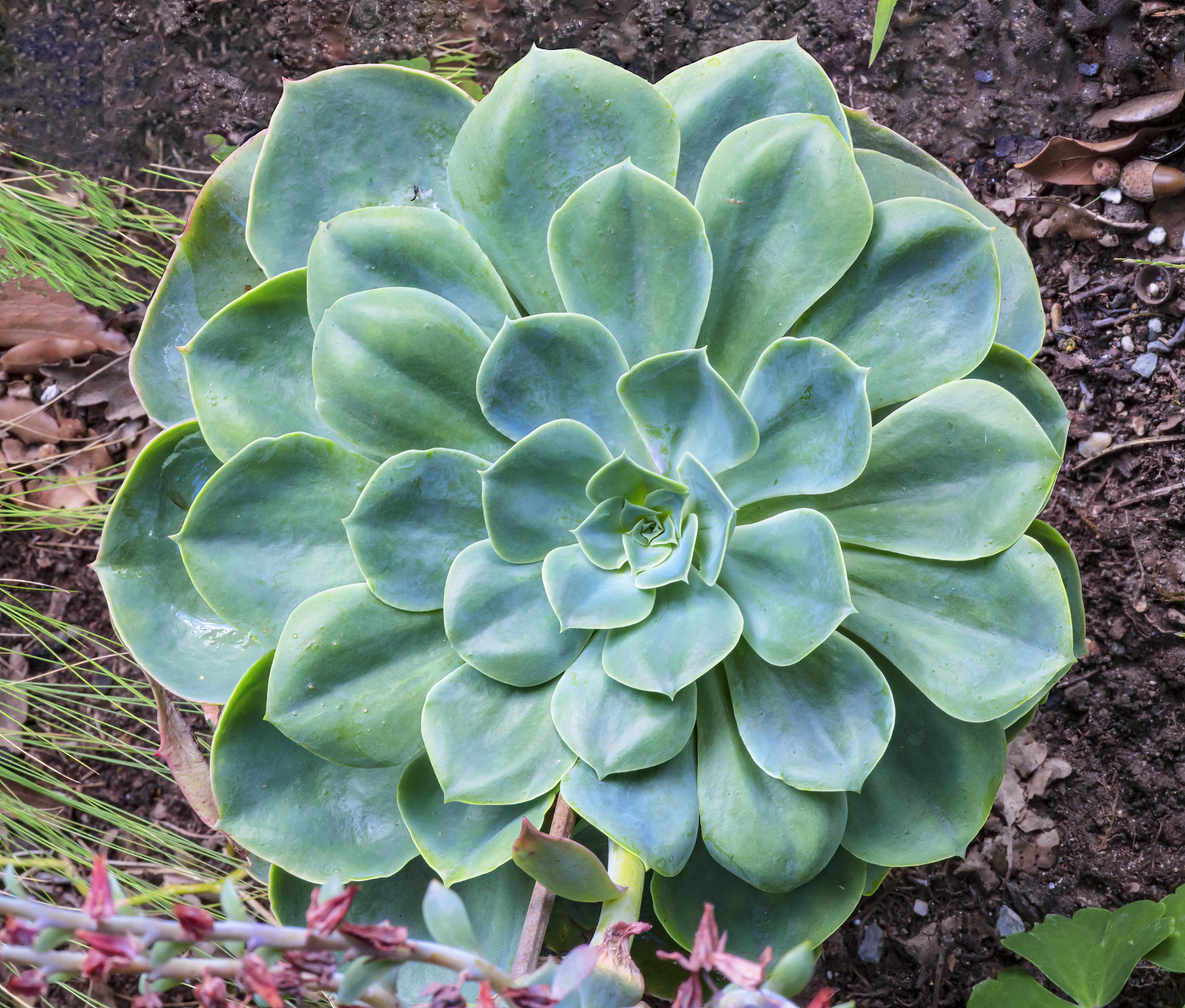
Echeveria secunda.

## Cultivars
- Echeveria agavoides cv. 'Ebony'
- Echeveria agavoides cv. 'Lipstick'
- Echeveria agavoides cv. 'Red'
- Echeveria agavoides cv. 'Victor Reiter'
- Echeveria pulvinata cv. 'Oliver'
- Echeveria cv. 'Arlie Wright'
- Echeveria cv. 'Black Prince'
- Echeveria cv. 'Blue Heron'
- Echeveria cv. 'Dondo'
- Echeveria cv. 'Doris Taylor' (Woolly Rose)
- Echeveria cv. 'Hoveyi'
- Echeveria cv. 'Lola'
- Echeveria cv. 'Opalina'
- Echeveria cv. 'Painted Lady'
- Echeveria cv. 'Pulv Oliver'
- Echeveria cv. 'Ruberia'
- Echeveria cv. 'Set-Oliver'
- Echeveria cv. 'Tippy'
- Echeveria cv. 'Wavy Curls'

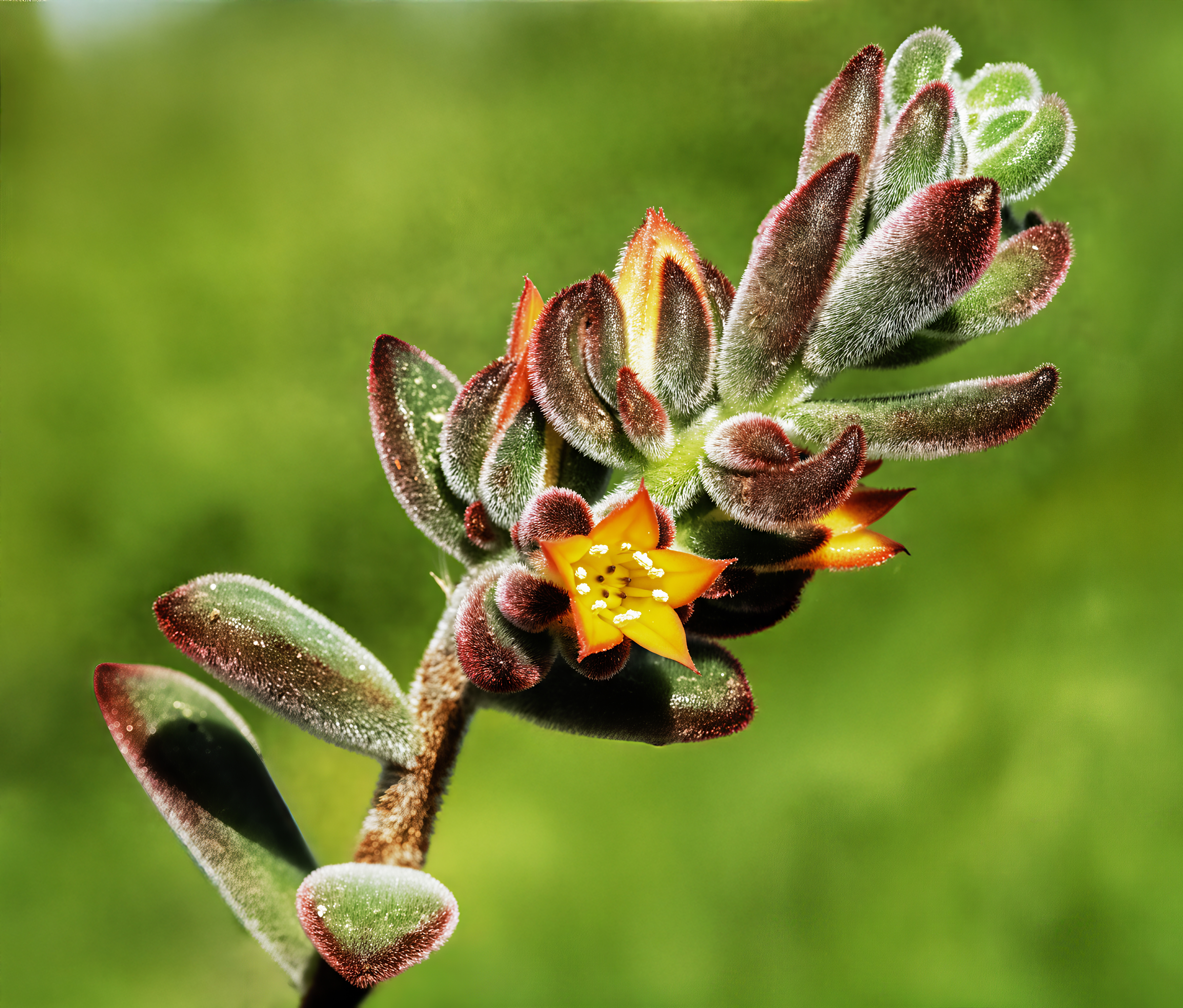
Echeveria cv. 'Pulv Oliver'  - Inflorescence
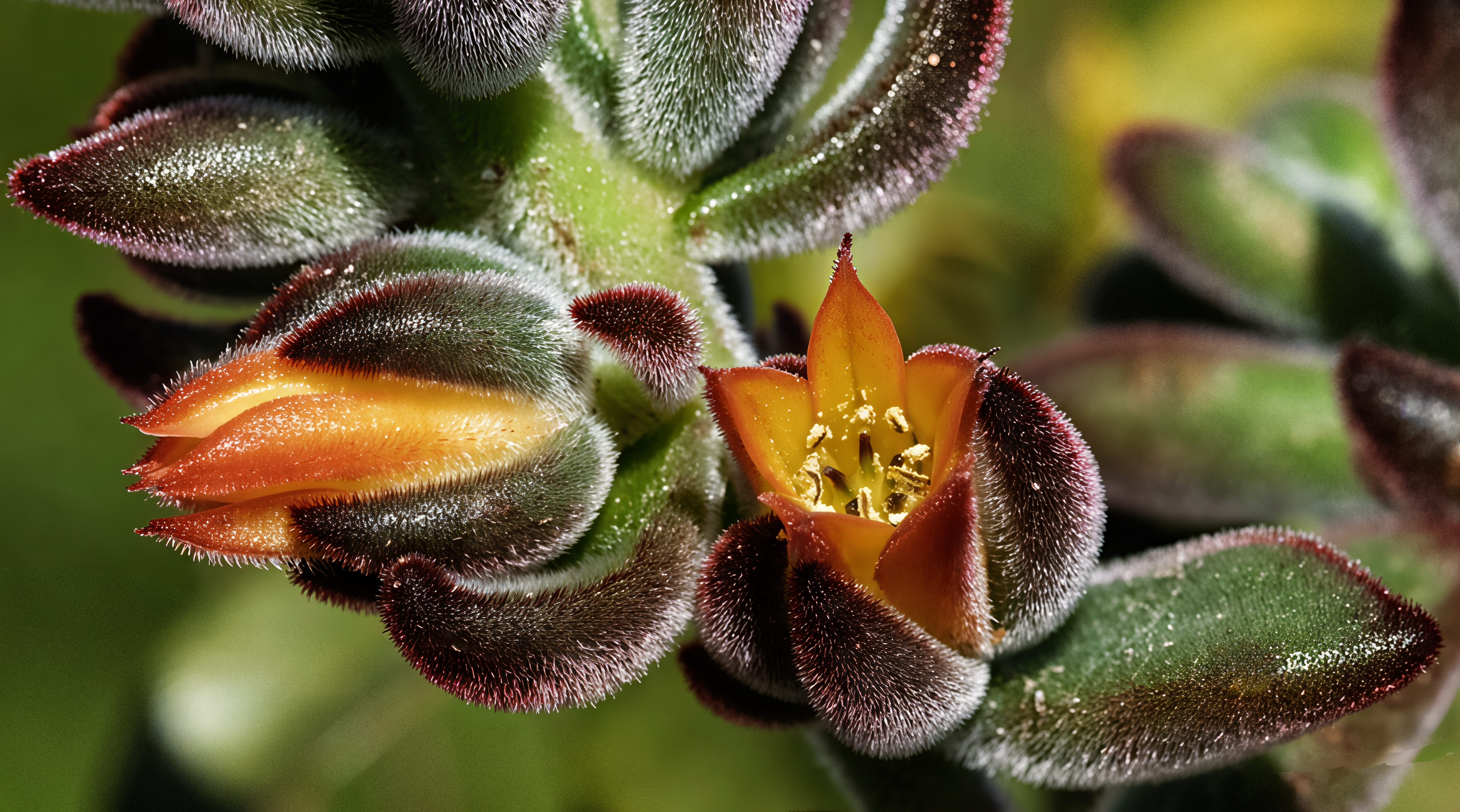
Echeveria cv. 'Pulv Oliver'  - Bourgeons et fleur.

## Anciennement appartenant au genreEcheveria
- E. anthonyi - synonyme de Dudleya anthonyi
- E. attenuata, E. edulis var. attenuata - synonymes de Dudleya attenuata (Orcutt's Liveforever, Tapertip Liveforever)
- E. californica, E. cotyledon, E. helleri, E. laxa - synonymes de Dudleya caespitosa (Sea Lettuce)
- E. candida - synonyme de Dudleya candida
- E. cultrata - synonyme de Dudleya cultrata
- E. cymosa - synonyme de Dudleya cymosa (Canyon Live-forever)
- E. edulis - synonyme de Dudleya edulis (Fingertips)
- E. argentea, E. pulverulenta - synonymes de Dudleya pulverulenta ssp. pulverulenta (Chalk Lettuce)
- E. collomiae - synonyme de Dudleya saxosa ssp. collomiae (Rock Live-forever)
- E. clavifolia - synonyme de Pachyveria clavifolia

## Galerie

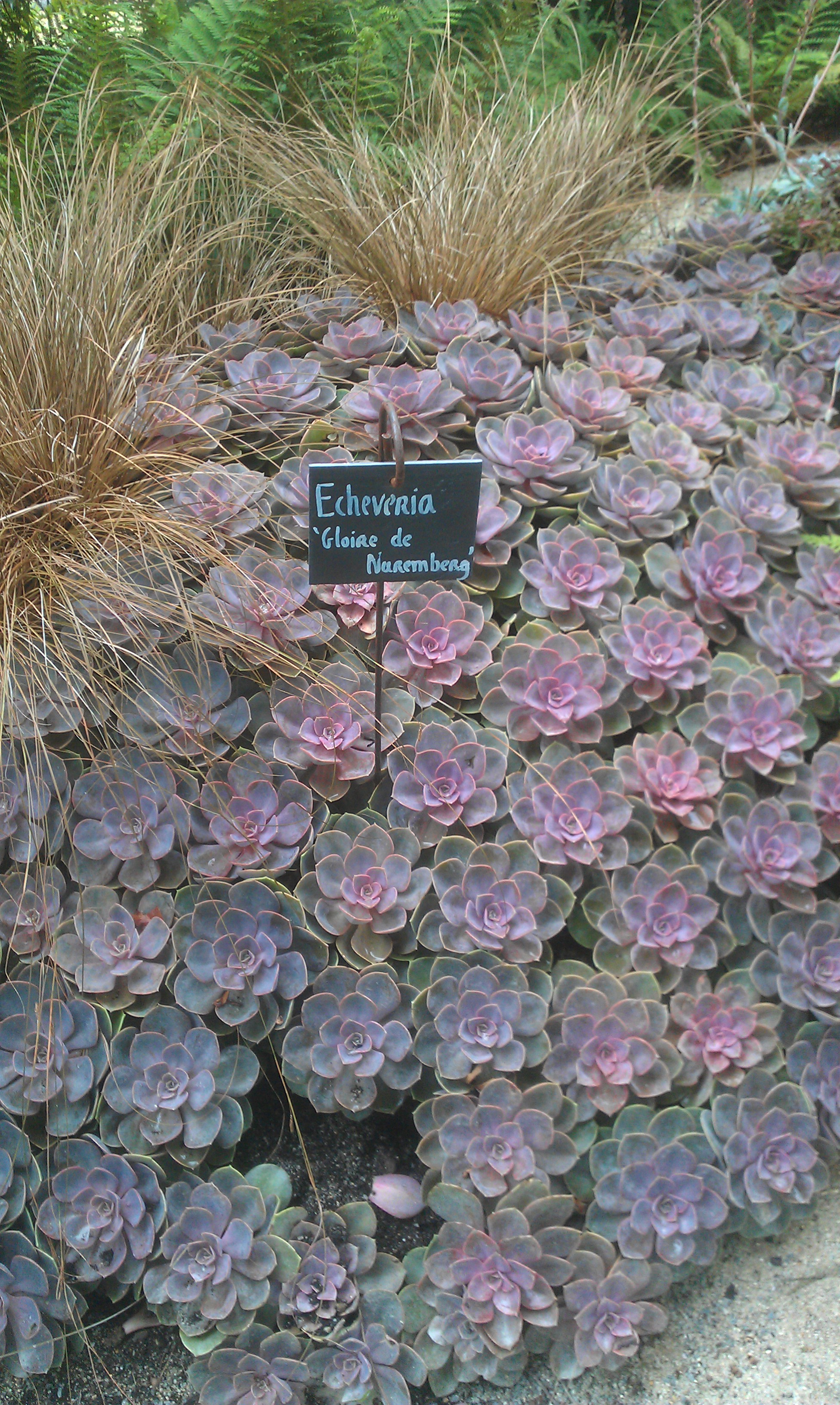
Gloire de Nuremberg au parc Terra Botanica à Angers.
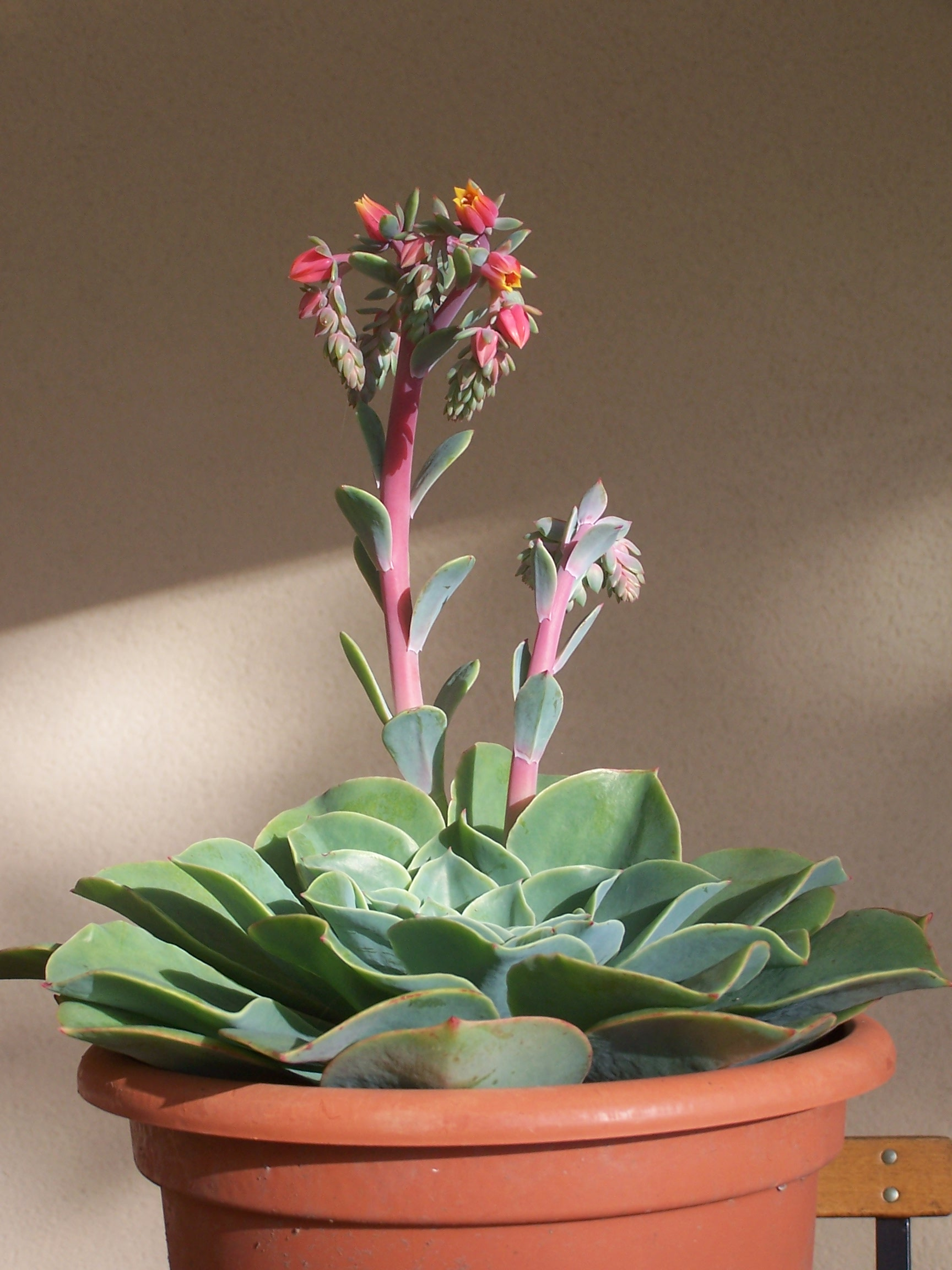
Vue Echeveria sp. fleurie.
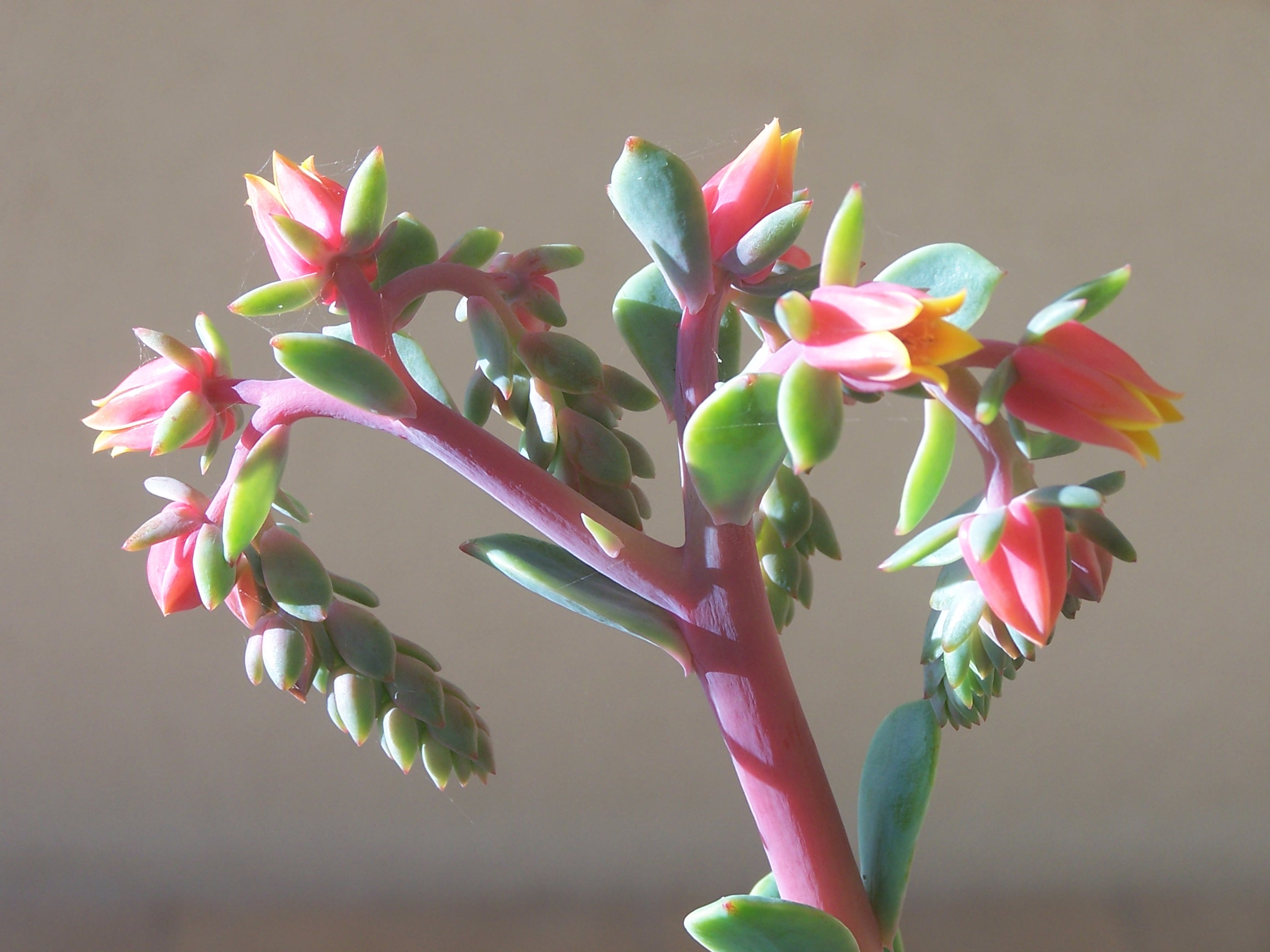
Echeveria sp. fleurie.